# Кабаньяс-де-Єпес
Кабаньяс-де-Єпес (ісп. Cabañas de Yepes) — муніципалітет в Іспанії, у складі автономної спільноти Кастилія-Ла-Манча, у провінції Толедо. Населення — 300 осіб (2010).
Муніципалітет розташований на відстані близько 60 км на південь від Мадрида, 42 км на схід від Толедо.

## Демографія
Динаміка населення (INE ):

## Галерея зображень

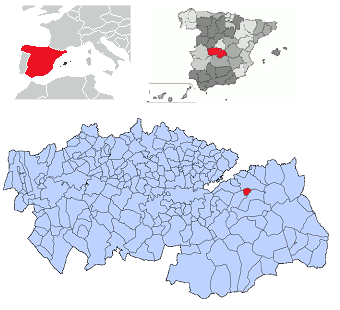
Розташування муніципалітету у провінції Толедо
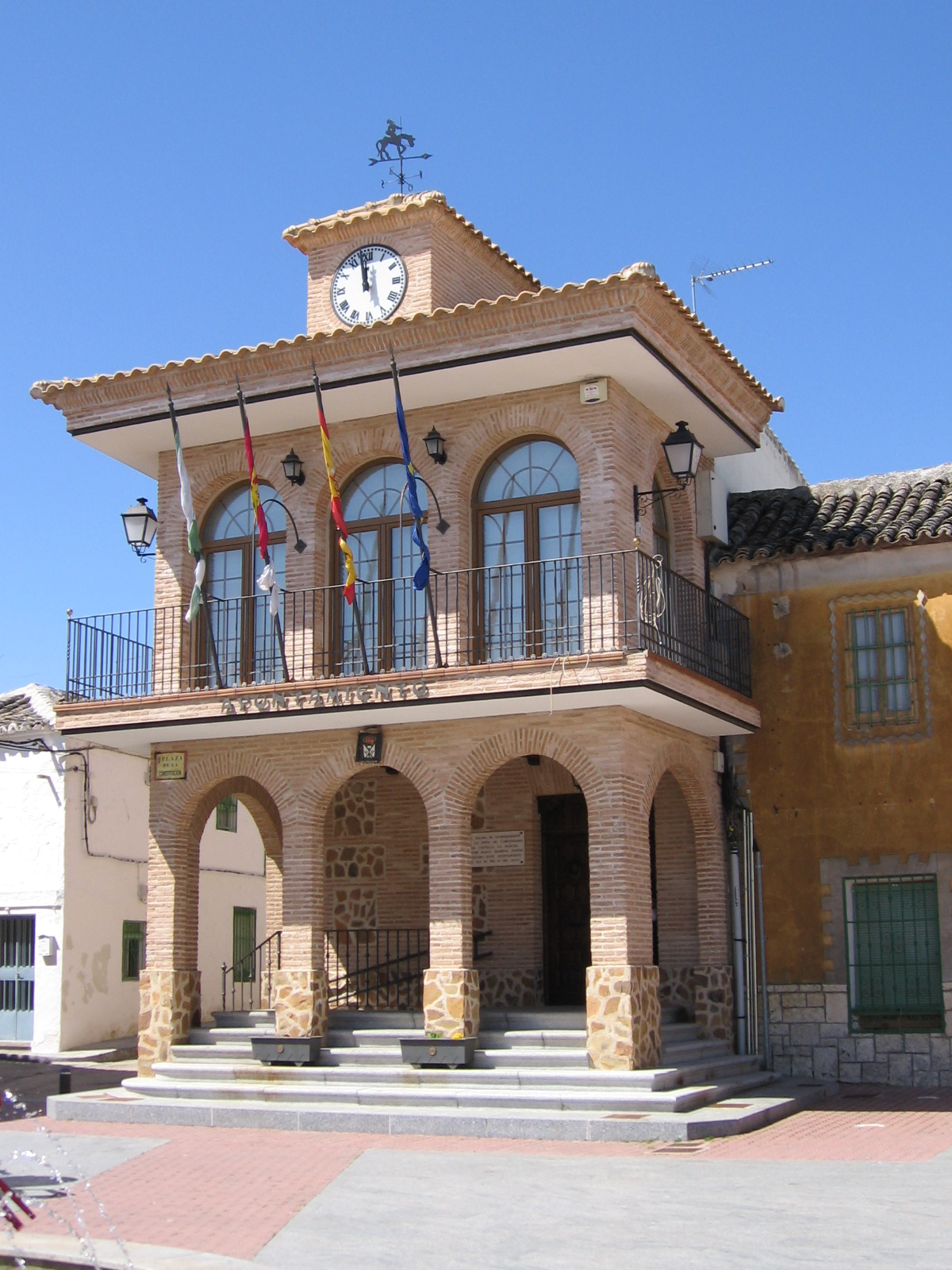
Муніципальна рада